# Таллы-Буляк (Бугульминский район)
Таллы-Буляк (тат. Таллы Бүләк) — деревня в Бугульминском районе Татарстана, входит в состав Берёзовского сельского поселения.

## Географическое положение
Деревня расположена на автомобильной дороге Р241 Казань — Оренбург, в 6 км к северо-западу от г. Бугульма.

## История
Основана в начале XX в. (по другим сведениям — в 1930-х гг.).С 1940-х гг. — современное название.
Со времени основания в Бугульминском районе. Ныне входит в состав Берёзовского сельского поселения.
В 1930 г. в деревне организован колхоз им. Луначарского, в 1949 г. переименован в сельхозартель им. Луначарского, в 1952 г. — в сельхозартель им. Матросова, в 1957 г. вошла в состав птицесовхоза «Бугульминский», в 1960 г. — госплемптицезавода «Птицевод», в 1975 г. — откормсовхоза «Бугульминский». Жители работают преимущественно в ООО «Берёзовка», занимаются полеводством, мясо-молочным скотоводством, коневодством.

## Численность населения
| 1958 | 1970 | 1979 | 1989 | 2002 | 2010 | 2015       |
| ---- | ---- | ---- | ---- | ---- | ---- | ---------- |
| 139  | 230  | 196  | 157  | 214  | 246  | 256 татары |

## Социальная инфраструктура
В деревне действуют дом культуры (1960 г., в 1987 г. построено новое здание), фельдшерско-акушерский пункт (1960 г., в 2012 г. построено новое здание), мечеть (2007 г.). При доме культуры с 1990 г. функционирует фольклорный коллектив «Залия» (основатель — Ф. С. Сафиуллин, руководитель — А. М. Сафиуллина).